# Ibodutant
Ibodutant je kandidat leka za upalnu bolest creva, koji je razvila Menarini grupa.

## Metod dejstva
Ibodutant selektivno blokira tahikininski receptor . Blokada je praktično kompletna na nanomolarnim koncentracijama.

## Spoljašnje veze
|  | Molimo Vas, obratite pažnju na važno upozorenje u vezi sa temama iz oblasti medicine (zdravlja). |